# فريتز باش (لاعب كرة قدم)
فريتز باش (بالألمانية: Fritz Bache)‏ هو لاعب كرة قدم ألماني، ولد في 29 مارس 1898 في برلين في ألمانيا، وتوفي في 6 ديسمبر 1959. شارك مع منتخب ألمانيا لكرة القدم. أما مع النوادي، فقد لعب مع ألمانيا آخن ونادي هرتا برلين.

## وصلات خارجية
- فريتز باش على موقع قاعدة بيانات كرة القدم.إي يو (الإنجليزية)
- فريتز باش على موقع ناشيونال فوتبول تيمز (الإنجليزية)
- فريتز باش على موقع عالم كرة القدم.نت (الإنجليزية)